# Sós-hegyi-kőfülke
A Sós-hegyi-kőfülke dolomitban, vagy mállott, meszes homokkőben keletkezett barlang. A Duna–Ipoly Nemzeti Parkban található. Turista útikalauzokban is szerepel.

## Leírás
A Nagy-Szénás-hegycsoporthoz tartozó Nádor-hegy D-i oldalában, Piliscsaba külterületén, Piliscsaba belterületétől D-re, Nagykovácsi belterületétől ÉNy-ra, fokozottan védett területen, erdőben található kis sziklafal alján van a barlang 3 m széles, 1,3 m magas, vízszintes tengelyirányú és DNy-ra néző bejárata. Közvetlenül egy felhagyott kis kőfejtő felett nyílik, amely egy kb. 400 m tengerszint feletti magasságban lévő meredek homokkőlépcső K-i részében található.
A Sós-hegyi-kőfülke dolomitban, vagy mállott, meszes homokkőben alakult ki. Valószínűleg kifagyásos eredetű, vagy lehet, hogy mesterségesen hozták létre, de a szerszámnyomok a barlang falában már nem látszódnak, mert a mállott felületek váltak uralkodóvá később. Az egyetlen üregből álló barlang magassága befelé fokozatosan csökken, szélessége pedig nem nagyon változik. A barlang alja majdnem vízszintes, néhány homokkődarabot tartalmazó laza homokkitöltésből áll, amely vastagnak látszik. Engedély és barlangjáró alapfelszerelés nélkül járható az üreg.
1984-ben Sós-hegyi-kőfülke néven említették először a barlangot az szakirodalomban. Előfordul a barlang Nádor-hegyi-barlang (Kraus 2005), Nádor-üreg (Eszterhás 2007), Nagyszénási kőfülke (Bertalan 1976), Sóshegyi kőfülke (Thuróczy 1964), Sós-hegyi kőfülke (Pápa 1966) és Sós-Hegyi-kőfülke (Pápa, Dénes 1982) néven is az irodalomban. A Nagyszénási kőfülke elnevezés megtévesztő, mert a Nagyszénási-sziklaüregnek is van hasonló névváltozata.

## Kutatástörténet
Az 1964-ben megjelent, Az országos kék-túra útvonala mentén című könyvben meg van említve a kőfülke. Az 1966-ban napvilágot látott, Budai-hegység útikalauz című könyv szerint a 445 m magas Sós-hegy oldalában haladva, 9 perc múlva szép sziklák találhatók, amelyek az út felett, jobbra vannak. Az útról egy perc alatt elérhető a sziklák között nyíló kis Sós-hegyi kőfülke.
Az 1976-ban befejezett, Magyarország barlangleltára című kéziratban az olvasható a Sóshegyi kőfülke nevű barlangról, hogy másik neve Nagyszénási kőfülke és Piliscsabán, a Sós-hegyen található. A Sós-hegy 445,1 HP-tól 100 m-re, DK-re, a piliscsabai völgy kőfejtője felett, a turistaút felett, a turistaúttól 12,6 m-rel magasabban van a barlang bejárata. 5 m hosszú és kb. 3 m mély, kimállott kőfülke. A kézirat barlangra vonatkozó része két irodalmi mű alapján íródott.
Az 1982-ben kiadott, Budai-hegység útikalauz című kiadványban meg van említve, hogy a Sós-hegy oldalában haladva, tíz perc múlva szép sziklák találhatók, amelyek az út felett, jobbra vannak. Az útról egy perc alatt elérhető a sziklák között nyíló kis Sós-Hegyi-kőfülke. Az 1984-ben megjelent, Magyarország barlangjai című könyv országos barlanglistájában szerepel a Budai-hegységben lévő barlang Sós-hegyi-kőfülke néven Nagyszénási kőfülke névváltozattal. A listához kapcsolódóan látható a Dunazug-hegység barlangjainak földrajzi elhelyezkedését bemutató, 1:500 000-es méretarányú térképen a barlang földrajzi elhelyezkedése.
Takácsné Bolner Katalin 1991. május 23-án megrajzolta a Sós-hegyi-kőfülke alaprajz térképét, hosszmetszet térképét és keresztszelvény térképét. Kraus Sándor 2004 májusában találta meg az általa Nádor-hegyi-barlangnak nevezett barlangot. A kék sáv és kék kereszt jelzések találkozásától Piliscsaba felé, ÉNy-ra, kb. 1,5 km-re egy kis oldalvölgy fut le balról. Egy kb. 8 m magas sziklatömb van az út jobb oldalán. A szikla K-i oldala mellett, felfelé haladva egy sziklaletörés található, amelynek alján egy barlangbejárat van.
Kraus Sándor elkészítette a barlangbejárat fényképét, illetve a barlang alaprajz térképvázlatát és hosszmetszet térképvázlatát. Helyét térképen jelölte meg. A dolomitban kialakult kényelmes bivakhely méretű, kb. 3 m hosszú és kb. 3 m széles barlang valószínűleg kifagyásos eredetű, mert nem látszik jelentős tektonikai vonal. Az időjárás alakíthatta a barlang gömbded formáit.
Mocsári Attila 2007 tavaszán találta meg a szerinte korábban nem említett üreget. A Nádor-üreg szerinte valószínűleg mesterséges eredetű, amelyet a régi kőbánya munkásai készítettek, de az üreg teljesen barlangszerű. Négy–öt embernek megfelelő, alkalmi bivakhely. Mocsári Attila 2007-ben szerkesztett egy helyszínrajzot, amelyen megfigyelhető a barlang földrajzi elhelyezkedése. Ugyanekkor készített olyan fényképeket, amelyek a barlangot, valamint a barlang környezetét mutatják be. A barlangot Mocsári Attila 2007. május 9-én felmérte, majd a felmérés adatainak felhasználásával megszerkesztette a barlang alaprajz térképét és hosszmetszet térképét. A barlang a felmérés adatai szerint 4,2 m hosszú, 3,2 m széles és középen 0,8 m magas.